# عبدالحسین صنعتی‌زاده
عبدالحسین صنعتی زاده (۱۲۷۴ خورشیدی، کرمان -۱۳۵۲ خورشیدی، پاریس) از اولین رمان نویسان ایرانی است.
وی به عنوان پدر رمان تاریخی ایران شناخته می‌شود. مهمترین اثر او مجمع دیوانگان است که نخستین اثر آرمان‌شهر ادبیات فارسی به‌شمار می‌رود. او همسر قمرتاج دولت‌آبادی و خورشید همتی و پدر همایون، فریدون، مهدخت، فرشته، ملکه، محسن و شیرین بود.
پدر عبدالحسین، حاج علی‌اکبر صنعتی از فعالان ضد استبداد و مصلحان اجتماعی کرمان در اواخر قاجار بود. به دلیل ناشنوا بودن حاج علی اکبر، عبدالحسین صنعتی زاده از خردسالی واسطه مکالمات پدرش بوده است و از این طریق با حلقه‌های مخفی مبارزین ضد استبداد و همچنین اقلیت‌های مبارز مذهبی آشنا گردید. 
صنعتی‌زاده تحصیلات رسمی را دنبال نکرد و در بازار مشغول به کار گردید. با این حال از نوجوانی به خواندن رسائل میرزا آقاخان، طالبوف، ملکم خان و کتاب حاجی بابای اصفهانی مشغول شد. همچنین زیر نظر دوست پدرش مدتی را در تهران به رونویسی رسائل به جهت ارسال به ادوارد براون منجمله برخی از رسائل میرزا آقاخان گذراند. در همین دوره با هنر نمایش‌نامه‌نویسی و نیز خرید و فروش کتاب آشنا شد. در بازگشت به کرمان «کتابخانه‌ی کرمان» را افتتاح کرد که به پاتوقی برای اهالی اندیشه تبدیل گشت.

## تالیفات
- دامگستران یا انتقام خواهان (۱۳۰۴-۱۲۹۹). این اثر با تصحیح مهدی گنجوی و مهرناز منصوری در سال 1399 با نشر مانیاهنر بازنشر شده است.
- سلحشور (۱۳۰۳)
- مجمع دیوانگان (۱۳۰۳. این اثر با تصحیح مهدی گنجوی و مهرناز منصوری در سال 1396 با نشر مانیاهنر بازنشر شده است.
- رمان «مانی نقاش» (۱۳۰۵)
- رستم در قرن بیست و دوم (۱۳۱۳). این اثر با تصحیح مهدی گنجوی و مهرناز منصوری در سال 1396 با نشر آسمانا در تورنتو و نشر نفیر در تهران بازنشر شده است.
- عالم ابدی (۱۳۱۷). این اثر با تصحیح مهدی گنجوی و مهرناز منصوری در سال 1396 با نشر مانیاهنر بازنشر شده است.
- سیاه پوشان یا داستان ابومسلم (۱۳۲۳)
- فرشته صلح یا فتانه اصفهانی (۱۳۳۱)این اثر با تصحیح مهدی گنجوی و مهرناز منصوری در سال 1396 با نشر مانیاهنر بازنشر شده است.
- نادر فاتح دهلی (۱۳۳۶)
- روزگاری که گذشت (۱۳۴۶). این اثر با تصحیح مهدی گنجوی و مهرناز منصوری در سال 1399 با نشر فروغ بازنشر شده است.
- چگونه ممکن است متمول شود